# Gamma Leonis
Désignations
γ1 Leo : γ Leo A, HD 89484, HR 4057, LTT 12764, NSV 4823, SAO 81298

Gamma Leonis (γ Leo / γ Leonis) est une étoile binaire de la constellation du Lion. Elle porte le nom traditionnel d'Algieba. Sa magnitude apparente combinée est de 1,98. D'après la mesure de sa parallaxe annuelle par le satellite Hipparcos, le système est situé à environ ∼ 130 a.l. (∼ 39,9 pc) de la Terre. Il se rapproche du Système solaire à une vitesse radiale de −36 km/s.

## Nomenclature
γ Leonis, latinisé Gamma Leonis, est la désignation de Bayer du système. Il porte également la désignation de Flamsteed de 41 Leonis. Les deux composantes de la paire, γ Leonis A et B, sont également connues comme γ1 Leonis et γ2 Leonis, respectivement. 
Algieba est le nom de Gamma Leonis aujourd’hui approuvée par l’Union astronomique internationale (UAI). C’est l’arabe الجبهة al-Ğabha, peut-être au départ « le Troupe », qui correspond, dans les calendriers arabes traditionnels, au groupe αηγζ Leo  à la Xe des manāzil al-qamar ou « stations lunaires ». Aussi ce nom est-il passé dès l’an mil dans les listes de stations lunaires sous diverses formes, notamment Algebati. Ce nom a été très tôt interprété, dans le ciel arabe traditionnel au « Front » de la figure du « Superlion »,. Après avoir été utilisé pour diverses étoiles sous des formes variées, notamment Juba, par ailleurs affectée à la seule étoile γ Leo dans l’Uranometria de Johann Bayer (1603), ce nom est aujourd’hui retenu par l’UAI sous la forme Algeiba popularisée par Giuseppe Piazzi (1814), à partir de la transcription AlGjeb’ha donnée par Thomas Hyde (1665) dans sa traduction du سلطانی Zīğ-i Sulṭānī ou « Tables sultaniennes » d’Uluġ Bēg (1437). 
Algieba (Gamma Leonis), Adhafera (Zeta Leonis), et Al Jabbah (Eta Leonis) ont été appelées collectivement la Faucille. Algieba et sa variante Al Gieba peuvent toujours être utilisées pour diverses étoiles.
Le Lion est associé avec la lettre de l'alphabet hébreu Kaph et la carte « La Force » du tarot.
Gamma Leonis est connue comme 軒轅十二 (la douzième étoile de Xuanyuan) en chinois. Xuanyuan est le nom de l'empereur jaune.

## Composantes du système
Algieba, en tant que système binaire, est composée de deux étoiles. Ce sont deux géantes évoluées. La composante la plus brillante, désignée γ Leonis A ou γ1 Leonis, a une magnitude apparente de +2,37 et est une géante rouge de type spectral K1-IIIFe-1. Sa température de surface est de 4 460 K, elle a une luminosité égale à 250 fois celle du Soleil et un diamètre égal à 26 fois celui du Soleil.
L'étoile compagne, désignée γ Leonis B ou γ2 Leonis, a une magnitude apparente de +3,64 et est une géante jaune de type spectral G7IIIbFe-1,5. Sa température de surface est de 4 970 K, elle est 63 fois plus lumineuse que le Soleil et elle est environ onze fois plus grande que le Soleil. Toutes les deux sont probablement des géantes du red clump, qui génèrent leur énergie par la fusion de l'hélium dans leur noyau. Elles sont estimées être âgée de deux milliards d'années et leurs métallicités sont inférieures à celle du Soleil, d'où les notations Fe-1 et Fe-1,5 dans leurs types spectraux.
À cause de sa très longue période orbitale, seule une fraction de l'orbite de Gamma Leonis a été observée depuis la découverte de son caractère binaire et ses paramètres sont toujours incertains. Dans la littérature scientifique, les déterminations de sa période orbitale varient ainsi considérablement, étant comprises entre 400 et 700 ans. Deux de ces déterminations les plus récentes, datant de 2001 et 2006, donnent des périodes orbitales de 554 et de 510,3 ans et des excentricités très élevées 0,93 et de 0,845, respectivement. Néanmoins, ces paramètres orbitaux sont contradictoires avec les paramètres physiques des étoiles, car en utilisant la troisième loi de Kepler, on obtient des masses combinées de 6,2 et de 18,6 M☉ respectivement, bien au-dessus de la masse combinée de 3,21 M☉ déterminée par l'observation.

## Observation
Il s'agit d'un système binaire brillant du Lion dont les composantes orange-rouge et jaune/jaune-verdâtre sont visibles, sous réserve de bonnes conditions atmosphériques, à l'aide d'un petit télescope. À l'œil nu, le système d'Algieba est de deuxième magnitude, mais une lunette résout facilement la paire.
À 23 minutes d'arc au sud d'Algieba se trouve 40 Leonis, une étoile jaune-blanche de type F et de magnitude apparente +4,80, mais qui est en réalité deux fois plus proche de la Terre que ne l'est le système Algieba.

## Système planétaire
Le 6 novembre 2009, la découverte d'une exoplanète autour de l'étoile γ1 Leonis (γ Leonis A) a été annoncée. Sa masse minimale est alors déterminée comme étant de 8,78 MJ et sa période orbitale est de 429 jours. Les mesures de vitesse radiale suggèrent deux périodicités supplémentaires de 8,5 et 1 340 jours. La première est probablement due aux pulsations de l'étoile, tandis que la deuxième pourrait indiquer la présence d'une planète supplémentaire de 2,14 MJ, à excentricité modérée (e = 0,13) et située à 2,6 ua de l'étoile. Néanmoins, la nature d'un tel signal demeure incertaine et des investigations supplémentaires sont nécessaires pour confirmer ou infirmer la présence d'une planète supplémentaire.
En 2023, la masse minimale de γ1 Leonis b a été réévaluée à 10,7 MJ, en se basant sur la masse révisée de l'étoile hôte qui est de 1,66 M☉, au lieu de la masse de 1,23 M☉ utilisée par les découvreurs de la planète. De ce fait, la masse réelle de l'objet pourrait dépasser le seuil de 13 MJ au-delà duquel il serait alors une naine brune et non une planète.
| Planète           | Masse     | Demi-grand axe (ua) | Période orbitale (jours) | Excentricité  | Inclinaison | Rayon |
| ----------------- | --------- | ------------------- | ------------------------ | ------------- | ----------- | ----- |
| b,                | ≥ 10,7 MJ | 1,19 ± 0,02         | 428,5 ± 1,25             | 0,144 ± 0,046 |             |       |
| c (non confirmée) | ≥ 2,14 MJ | 2,6                 | 1 340                    | 0,13          |             |       |